# Германо-турецкий союз
Тайный договор о союзе между Германией и Османской империей был подписан в Константинополе 20 июля (2 августа) 1914 года. Со стороны Турции его подписал великий визирь принц Саид Халим-паша. Кроме него, в Турции о договоре знали всего два члена правительства — министр внутренних дел Талаат-паша и военный министр Энвер-паша. Со стороны Германии договор подписал германский посол в Константинополе Г. фон Вангенгейм.
Договором были фактически установлены союзнические обязательства между двумя государствами, которые впоследствии привели к вступлению Османской империи в Первую мировую войну на стороне Центральных держав.

## Проникновение Германии в Турцию
Германо-османские дипломатические и экономические связи были налажены ещё в 80-х годах XIX века. В то время, однако, рейхсканцлер Германской империи Отто фон Бисмарк придерживался мнения о незаинтересованности Германии в турецких делах, рассчитывая, что такая позиция позволит извлекать выгоду из соперничества других держав на Ближнем Востоке. Это не помешало Дойче Банку в 1887 году приобрести у турецкой казны железнодорожную линию от Хайдар-паша на азиатском берегу Босфора до Измита — гавани на берегу Мраморного моря. Банк также получил от турецких властей концессию на продолжение этой линии от Измита через Эскишехир до Анкары.
Кайзер Вильгельм II, в отличие от Бисмарка, проявлял гораздо больший интерес к экономической экспансии в Турции. Полагая, что война с Россией неизбежна, он считал, что в этой войне Турцию необходимо будет использовать как союзника. В связи с этим турецкие железные дороги приобретали для Германии не только экономический, но и военно-политический интерес. В 1893 году султан Абдул-Хамид II передал обществу Анатолийских железных дорог, созданному Дойче Банком, концессию на постройку железнодорожной ветки от Эскишехира до Конии, несмотря на протесты России, Франции и Англии. Строительство было завершено в 1896 году.
В 1898 году Германия начала борьбу за концессию на Багдадскую железную дорогу, которая должна была стать орудием окончательного закабаления Турции. Вильгельм II в октябре 1898 года нанёс визит султану, а, выступая в Дамаске, объявил себя другом 300 миллионов мусульман и их халифа, турецкого султана. В январе 1899 года Дойче Банк получил концессию на строительство портовых сооружений в Хайдар-паше. В ответ на претензии других европейских держав Германия заявляла, что нуждается лишь в рынках сбыта и не намерена противодействовать их собственным политическим планам относительно Турции.
В ноябре 1899 года Абдул-Хамид издал указ, в котором объявил, что германской компании будет предоставлена концессия на постройку в течение 8 лет железной дороги от Коньи через Багдад до Басры. Однако в апреле 1900 года, по требованию России, султан дал формальное обязательство в течение десяти лет не допускать иностранных концессий на сооружение железных дорог в районах Малой Азии, примыкающих к Чёрному морю и российской границе в Закавказье.
Проникновение Германии в Турцию и особенно к побережью Персидского залива затрагивало и интересы Англии, рассматривавшей Ближний Восток как мост из Европы в Индию. Таким образом, несмотря на разделявшие их противоречия, и Англия, и Россия были заинтересованы в том, чтобы дать отпор германскому проникновению на Восток. Совместными усилиями они тормозили финансирование Багдадской железной дороги.

## Начало XX века
Потерпев поражение в войнах начала XX века, продемонстрировавших слабость турецкой армии (Итало-турецкая война, в ходе которой Италия захватила Триполитанию, Киренаику и архипелаг Додеканес, и Балканские войны, по результатам которых Османская империя потеряла большую часть своих европейских владений), руководство Османской империи пыталось найти себе сильных союзников в новой назревавшей войне, чтобы при их содействии восстановить экономику и вернуть себе утраченные территории.
Попытки контактов с Антантой закончились неудачей. Джемаль-паша, который в отличие от других младотурецких лидеров первоначально склонялся к союзу с Францией, был вынужден присоединиться к настроенным прогермански Энвер-паше и Талаат-паше. В 1913 году этот триумвират взял под свой контроль правительство Османской империи, оставаясь у власти до самого поражения Турции в Первой мировой войне. Султан Османской империи Мехмед V оставался сторонником нейтралитета и невмешательства страны в мировую войну, однако от его позиции мало что зависело.
В ноябре 1913 года Германия и Турция заключили соглашение об отправке в Турцию германской военной миссии, во главе которой был поставлен генерал Лиман фон Сандерс. Миссия должна была заняться реорганизацией турецкой армии. Лиман фон Сандерс одновременно был назначен командующим корпусом, дислоцированным в районе проливов. 14 декабря он прибыл в Константинополь. Появление на побережье проливов военной силы под немецким командованием вызвало в России негодование. После довольно острых переговоров Лиман фон Сандерс был освобождён от командного поста в Константинополе, но германская военная миссия продолжала играть в турецкой армии руководящую роль.

## Подписание договора о союзе
С первых же дней кризиса на Балканах, вызванного убийством в Сараеве наследника австрийского престола эрцгерцога Франца-Фердинанда, противоборствующие стороны — Антанта и австро-германский блок — начали борьбу за вовлечение Турции в назревавшую войну. Младотурецкое правительство склонялось к германской ориентации, однако было вынуждено учитывать финансово-экономическую зависимость Турции от Антанты, в первую очередь Франции. При этом победа любой из группировок европейских держав несла в себе угрозу Османской империи: Антанта намеревалась её расчленить, а Германия — превратить в своего вассала. С другой стороны, младотурецкое руководство имело свои собственные захватнические устремления в отношении российских и британских территорий. В конце концов младотурки, не без колебаний и внутренней борьбы, пошли на союз с Германией.
1 (14) июля 1914 года министр иностранных дел Австро-Венгрии граф Л. фон Бертхольд предложил заключить союз между Германией, Австро-Венгрией и Османской империей. 9 (22) июля с таким же предложением к Вильгельму II обратился военный министр Османской империи Энвер-паша, сделавший это без ведома большинства членов турецкого правительства.
В качестве условий заключения такого союза турки выдвинули отмену режима капитуляций, возвращение Турции Западной Фракии и островов Эгейского моря (утраченных в результате Балканских войн), а также архипелага Додеканес. Принятие этих условий для Германии означало потерю потенциальных союзников (Болгарии и Греции), а также Италии как члена Тройственного союза. В связи с этим в Германии поначалу не спешили давать своё согласие. Германский посол в Константинополе высказал сомнения по поводу целесообразности союза, однако последнее слово сказал кайзер Вильгельм II: «Теперь дело идёт о том, чтобы добыть каждую винтовку, которая может стрелять по славянам на Балканах на стороне Австро-Венгрии. Поэтому надо согласиться на турецко-болгарский союз с присоединением к нему Австро-Венгрии…» .
20 июля (2 августа) договор об оборонительном союзе между Германией и Османской империей был подписан. Документ предполагал нейтралитет Турции и Германии в отношении разворачивавшегося конфликта между Австро-Венгрией и Сербией (ст. 1), при этом в случае военного вмешательства России в этот конфликт, что влекло за собой вступление Германии в войну в силу её союзнических обязательств в отношении Австро-Венгрии, аналогичные союзнические обязательства вступали в силу и для Османской империи (ст. 2). В случае войны Германия обязалась предоставить свою военную миссию в распоряжение Османской империи, а правительство Османской империи должно было обеспечить ей возможность «действенного влияния» на операции османской армии (ст. 3). Кроме того, Германия обязалась защищать османские владения, причём в случае необходимости — и силой оружия (ст. 4).

## Последовавшие события

### Подготовка Турции к войне
Существовавший проект договора был подписан поспешно, без корректировки текста, и к моменту его подписания статья 2 фактически вступила в силу, однако младотурецкое правительство уже на следующий день (21 июля (3 августа)) объявило о своём нейтралитете. Как впоследствии писал Джемаль-паша, «Мы объявили себя нейтральными только для того, чтобы выиграть время: мы ждали момента, когда наша мобилизация закончится, и мы сможем принять участие в войне».
22 июля (4 августа) турецкие власти объявили общую мобилизацию, мотивируя эту меру соображениями предосторожности. Великий визирь заверил русского посла в Турции М. Н. Гирса, что Турция собирает 200-тысячную армию во Фракии и что на русскую границу войска не будут направлены. Это было преднамеренным введением в заблуждение: трём турецким дивизиям из состава 9-го и 11-го армейских корпусов было приказано занять позиции вдоль кавказской границы. В тот же день началось минирование верхнего Босфора, а ещё через три дня на черноморских проливах были погашены огни и сняты навигационные буи, после чего проход через оба пролива был разрешён лишь в сопровождении турецкого парохода. Все эти меры официально объяснялись необходимостью защиты нейтралитета.
Подписав договор с Германией, Энвер-паша тут же вступил в переговоры с российским послом Гирсом и военным агентом генералом Леонтьевым, предлагая заключить союз против Германии в обмен на возвращение Турции Эгейских островов и части болгарской Фракии.

### Поддержка Германией территориальных претензий Турции
Тем временем 23 июля (5 августа) к германо-турецкому союзу присоединилась Австро-Венгрия.
24 июля (6 августа) османские власти, к которым Германия обратилась с просьбой предоставить укрытие кораблям Средиземноморской эскадры под командой адмирала Вильгельма Сушона, преследуемым британской эскадрой (см. Прорыв «Гёбена» и «Бреслау»), обусловили своё согласие новыми требованиями, которые существенно изменяли условия подписанного союзного договора: от Германии потребовали гарантий территориальной неприкосновенности Османской империи, учёта интересов Турции при распределении контрибуции во время заключения мира, поддержки отмены режима капитуляций, учёта пожеланий Турции при решении вопроса о территориальных приобретениях (турки имели в виду Карсскую и Батумскую области, острова Греческого архипелага (если Греция вступит в войну на стороне Антанты)) и об изменении границ на Балканах в случае нового раздела полуострова. Поскольку османские власти требовали срочного ответа, а германская эскадра уже направлялась к Константинополю, Г. фон Вангенгейм в тот же день, передав турецкие требования в Берлин, дал согласие практически по всем пунктам.
В отношении послевоенного устройства русско-турецкой границы нота германского посла в Константинополе на имя турецкого правительства содержала следующую формулировку: «Германия обязуется обеспечить Турции такое исправление её восточной границы, которое даст ей возможность установить непосредственное соприкосновение с мусульманскими элементами в России». Расплывчатость формулировок позволяла сторонам трактовать этот пункт так, как они считали нужным. К тому же в ноте посла не содержалось указаний на её ратификацию, и в дальнейшем она так и не была подтверждена кайзером. Несмотря на это, содержание ноты вполне удовлетворило османские власти.
С появлением «Гёбена» и «Бреслау» в Турции под командованием немцев оказались не только армия, но и флот. Страны Антанты протестовали, но довольно сдержанно, опасаясь ускорить разрыв с Турцией. Военные приготовления России на кавказской границе требовали времени, а Англии приходилось учитывать настроения миллионов индийских мусульман, для которых турецкий султан являлся халифом, — поэтому было важно, чтобы инициатива разрыва с Турцией исходила не от Англии. Чтобы отсрочить, либо даже предотвратить выступление Турции, страны Антанты по инициативе России предложили Турции гарантии территориальной неприкосновенности (на период военных действий).
6 (19) августа при содействии Австро-Венгрии и Германии был подписан болгаро-турецкий договор о дружбе и союзе. Стороны обязались уважать территориальную целостность друг друга, оказывать друг другу военную помощь в случае войны с одной или двумя балканскими державами, причём участие Болгарии в наступательных действиях ставилось в зависимость от достижения соглашения с Румынией относительно её нейтралитета и Болгария могла самостоятельно решить вопрос о сроках объявления мобилизации. Подписание договора обеспечило безопасность турецко-болгарской границы.
В тот же день министр финансов Турции Джавид-бей предложил российскому послу М. Н. Гирсу начать переговоры об отмене режима капитуляций. На следующий день такое же предложение было сделано французскому и английскому послам, однако страны Антанты не проявили интереса.

### Усиление германского военного присутствия
В конце августа в Турцию через нейтральные Румынию и Болгарию начали прибывать команды германских военных и военно-морских специалистов, из которых, в частности, был сформирован Особый отряд для работы на укреплениях Дарданелл. В страну также направлялись офицеры и старшины для укомплектования команд турецких кораблей. К середине сентября число германских военнослужащих в Константинополе достигло 4 тыс.
В начале сентября российский МИД получил от разведки достоверные сведения об истинных намерениях Турции и о действительном характере германо-турецких отношений.
21 августа (3 сентября) на секретном совещании младотурецкого руководства у великого визиря было принято решение о подготовке вступления в войну на стороне Германии.
26 августа (8 сентября) вышел султанский указ об отмене режима капитуляций, ликвидации всех судебных, налоговых, административных и прочих привилегий иностранцев. Указ вступал в силу 1 октября 1914 года.
На деятельность британской военно-морской миссии были наложены серьёзные ограничения, и 27 августа (9 сентября) она была отозвана из Турции.
27 августа (9 сентября) кайзер Вильгельм II выпустил обращение к мусульманам — подданным враждебных Германии государств, в котором разъяснялось, что они не рассматриваются немцами в качестве врагов и в случае сдачи в плен будут отпущены к халифу — султану Турции.
4 (17) сентября германский адмирал Вильгельм Сушон был назначен командующим военно-морскими силами Османской империи. За этим сразу же последовали другие кадровые назначения. Флотилию миноносцев и две её полуфлотилии возглавили германские офицеры, на каждый миноносец назначались германский офицер, три человека прислуги минных аппаратов, 10-15 матросов и кочегаров 1-й статьи. Уже 20 сентября было заявлено о полной готовности турецкого флота к действиям.
Ещё в августе командующим 1-й турецкой армией был назначен генерал Лиман фон Сандерс (Лиман-паша), командование 4-м (Ангора) и 5-м (Смирна) корпусами было отдано немецким полковникам. Тогда же группа немецких офицеров появилась и в Эрзеруме. Командирам турецких частей старались придавать по немецкому начальнику штаба или штабному офицеру.
Военная миссия Лимана фон Сандерса, численность которой вместе с инструкторами унтер-офицерами составляла около 900 человек, с конца 1913 года занималась восстановлением боеспособности турецкой армии после Балканских войн. С началом войны на европейском континенте Лиман фон Сандерс запросил Вильгельма II, не желает ли он отозвать в действующую армию офицеров его миссии, но получил приказ продолжать службу в Константинополе, которую следует рассматривать как пребывание на «поле боя с германской армией».
14 (27) сентября Турция закрыла Дарданеллы для прохода судов под любым флагом. Пролив был минирован и перекрыт заградительными сетями, маяки были погашены. На следующий день было объявлено о полном закрытии судоходства на Проливах.
Наибольший ущерб эта мера нанесла России, которая чуть ли не полностью лишилась возможностей для экспорта своих товаров и импорта оборудования. Посол США в Турции впоследствии вспоминал: «Не потратив ни единой человеческой жизни, не сделав ни единого выстрела ни из одного орудия,… Германия приобрела то, что, пожалуй, не смогли бы приобрести три миллиона человек, противостоящих хорошо оснащённой русской силе. Это был один из самых драматических военных успехов, и всё это было результатом работы германской пропаганды, германского проникновения и германской дипломатии».

### Вооружённая провокация против российских портов
После поражения германской армии в сражении на Марне (первая декада сентября) стало очевидно, что быстрой победы Германии добиться не удалось и война рискует затянуться. В связи с этим действия по вовлечению Турции в войну активизировались. В октябре Германия приняла решение о предоставлении Турции займа, причём было условлено, что Турция вступит в войну сразу же по получении первого транша.
Между тем уже 26 сентября (9 октября) российский военный агент в Турции генерал-майор М. Н. Леонтьев доложил в Петроград, что мобилизацию турецкой армии можно считать законченной. 7 (20) октября посол М. Н. Гирс известил министра иностранных дел С. Д. Сазонова о возможном скором выступлении Турции на стороне Германии и Австро-Венгрии в связи с прибытием в Константинополь очередной партии германского золота.
Однако многие члены турецкого правительства, включая великого визиря, продолжали испытывать страх перед войной. Их опасения ещё более усилились в связи с поражением немцев при Марне и успешным наступлением русских войск в Галиции. В этой ситуации Энвер-паша по договорённости с германским командованием организовал вооружённую провокацию, чтобы поставить правительство перед свершившимся фактом.
11 (24) октября после совещания младотурецкого триумвирата адмиралу Сушону был передан приказ, который гласил: «Задача турецкого флота — захватить господство на Чёрном море. Установите местонахождение русского флота и без объявления войны совершите на него нападение по месту обнаружения». 12 (25) октября Сушон получил секретные приказы, подписанные Джемалем-пашой. Приказы были адресованы турецким флотским командирам, которые ставились в подчинение немецкому адмиралу. 13 (26) октября Германия внесла в Константинополе аванс в счёт обещанного займа на 5 млн турецких лир золотом.
Последовавшая 16 (29) октября вооружённая провокация османского флота под руководством адмирала Сушона — нападение на российские порты Севастополь, Одесса, Новороссийск и Феодосия — привела к вступлению Османской империи в войну на стороне Центральных держав.